# Stary Józefów (Tomaszów Mazowiecki)
Pour les articles homonymes, voir Stary Józefów.
Stary Józefów est une localité polonaise de la gmina de Budziszewice, située dans le powiat de Tomaszów Mazowiecki en voïvodie de Łódź.